# Museo archeologico di Komotini
Il Museo archeologico di Komotini (Αρχαιολογικό Μουσείο Κομοτηνής) è un museo con sede a Komotini, in Grecia. L'edificio è stato progettato dall'architetto greco Aris Konstantinidis, (1913-1993), a cui è stato commissionato nel 1976. Gli oggetti esposti sono risalenti al periodo compreso fra il Neolitico fino all'epoca bizantina, provengono dagli scavi archeologici in numerosi siti della Tracia e permettono di ricostruire molto della preistoria e della storia della Tracia occidentale e di Komotini.. Il museo ospita anche un sezione di arte folklorica, cultura contadina e manifattura di cestini.

## Caratteristiche
L'edificio del museo è prominente a Komotini per la sua eleganza architettonica.  
Gli oggetti esposti sono stati rinvenuti dalle colonie greche del Neolitico e dell'Età del Ferro nelle Isole egee più settentrionali e comprendono arte greca, reperti da santuari e villaggi romani e corredi funerari. Le collezioni sono accompagnate da pannelli informativi che espongono la storia della Tracia, anche in inglese. I manufatti spaziano dalla monetazione romana, alle statuette di terracotta, corone smaltate e ceramiche di epoca bizantina. È esposta anche una mappa dettagliata che riporta i siti archeologici della Tracia e della Macedonia. Fra i reperti spicca una figurina di terracotta proveniente da Abdera e risalente al III secolo a.C., sebbene il Busto dorato di Settimio Severo (193-211) sia considerato il pezzo più importante della collezione del museo.
Un altro reperto interessante è una stele tombale con rilievi su entrambi i lati, in marmo tasio. È stata rinvenuta presso Dikaia nel 1927, ed è un esempio di tarda scultura ionica della fine del periodo arcaico e risalente al IV secolo a.C.. Questa lapide è priva di corona e presenta le decorazioni di un sima lesbio alla sommità. Un giovane, avvolto in un himation, con i capelli legati che cadono sulla nuca, è raffigurata sul lato anteriore della stele. Il lato posteriore mostra un servitore che porta uno sgabello e un cane.